# Kurovice
Kurovice är en ort i Tjeckien.   Den ligger i regionen Zlín, i den östra delen av landet, 240 km öster om huvudstaden Prag. Kurovice ligger 209 meter över havet och antalet invånare är 248.
Terrängen runt Kurovice är platt, och sluttar västerut. Runt Kurovice är det tätbefolkat, med 411 invånare per kvadratkilometer. Närmaste större samhälle är Zlín, 13,2 km sydost om Kurovice. Trakten runt Kurovice består till största delen av jordbruksmark.